# Казанская церковь (Туртень)
Храм Казанской иконы Божьей Матери — православный храм в селе Туртень Ефремовского района Тульской области.

## История
По преданию, на берегу речушки в деревне Туртень молодая девушка нашла икону Казанской Божьей Матери. Своего храма в Туртени не было, потому икону отправили в ближайшую Свято-Троицкую церковь в село Круглое на берегу реки Красивая Меча. Но икона не один раз возвращалась туда, где была найдена. На месте явления была построена часовня, на противоположном берегу был выстроен деревянный храм. Со временем, из-за ветхости деревянной церкви на противоположной горе была построена другая, из дикого камня (сейчас на её месте старое кладбище). Третья, каменная, ныне существующая церковь, была построена в 1802 году князем Петром Ивановичем Одоевским. Вместо древней часовни на месте явления иконы, в 1848 году стараниями управляющего имениями Ланских помещика Михаила Афанасьевича Левачова была построена каменная часовня, покрытая железом. А на том месте, где была обнаружена икона, забил источник.
При советской власти ключ не раз пытались засыпать, но он все равно пробивался через горы земли и мусора. То же самое происходило и с храмом: местным начальникам не нравилось, что в Туртень круглый год едут паломники, и церковь дважды закрывали (в 1937—1946 и в 1961—1989 годах).
Сейчас храм действующий и имеет два придела: во имя Казанской иконы Божьей Матери (празднование 21 июля и 4 ноября (н.с.) и во имя св. Флора и Лавра (празднование 31 августа н.с.). Богослужения совершаются регулярно. Работает храм ежедневно, богослужение совершаются в церковные праздники, субботу и воскресенье: Божественная Литургия 8.30, Всенощное бдение 15.00.

## Святой источник
Источник в селе Туртень расположен на берегу небольшой речушки Колотовки, рядом с Храмом Казанской иконы Божией Матери. Источник славится своими целебными свойствами. Около источника постоянно находится народ, который набирает воду и купается в специально организованной купальне. Считается, что данная процедура укрепляет здоровье и продлевает жизнь.
Источник является значимым местом для православных паломников. Из архивной справки 1960-х годов:

В селе Туртень Ефремовского района святой родник-колодец почитается верующими около 400 лет. К нему ежегодно 21 июля в религиозный праздник Казанскую стекаются верующие из Тульской, Рязанской, Орловской и Липецкой областей до 5 тысяч и более человек. В 16 км от города Ефремова есть маленькая деревушка Туртень с красивым храмом на окраине. За церковью находится святой источник с купальней, которому покровительствует Казанская икона Божьей Матери. К святому источнику в деревне Туртень едут паломники не только из Тульской, но и из Орловской, Рязанской, Липецкой областей — рассказывают местные жители. — и пешком, и на автомобилях дорогих. Все Ефремовские начальники сюда машины за водой присылают. Потому что водичка из Свято-Казанского источника целебная. Говорят, искупаться в источнике — значит избавить себя от простуды минимум на полгода. Если пить эту воду утром натощак, затягиваются язвы в желудке. Дети, растущие на туртеньской воде, практически не болеют. Туртенские женщины утверждают, что от умывания этой водой кожа молодеет! Однажды представители властей, заинтересовавшись туртенским источником, прошлись по домам местных жителей и обнаружили интересный факт: большинство деревенских не страдают никакими болезнями и живут долго. А все потому, что всю воду они берут из источника. Секрет источника в Туртени был раскрыт несколько лет назад: специалисты обнаружили в составе родниковой воды повышенное содержание серебра. А местные жители утверждают, что она выводит камни из почек. Серебро очищает воду и обеззараживает от всех бактерий. Поэтому она не только необыкновенно вкусная, но и сохраняет свою свежесть долгое время.
— 